# 대중계몽선전국가부

대중계몽선전국가부(Reichsministerium für Volksaufklärung und Propaganda; RMVP)는 나치 독일에서 나치즘 사상의 강요를 담당한 정부 부처이다.
나치가 권력을 장악하고 몇 개월 뒤인 1933년 3월 14일 설립되었고, 국가장관은 요제프 괴벨스였다. 독일의 모든 문화생활 및 지식생활을 통제하는 기관으로서, 다른 국가들에게 나치당이 독일 인구 전체의 완전하고 열렬한 지지를 받는다는 것처럼 보이게 하는 것을 비명시적 목적으로 삼았다. 독일의 언론기관이었지만 문학, 시각예술, 영화 제작, 연극, 음악, 방송에 이르기까지 RMVP의 손길이 닿지 않는 분야가 없었다.
나치 선전의 중앙기관이었던 RMVP는 나치 독일의 문화와 대중매체를 철저하게 감시하고 규제했다. 선전의 주로 히틀러 본인에게 집중되어 있었다. 히틀러는 영웅적이고 패배할 수 없는 지도자로 미화되었고 개인숭배의 대상이 되었다. 이러한 개인숭배의 대부분은 자발적인 것이었으나 일부는 괴벨스의 선전 공작에 의한 연출이었다. 괴벨스의 대표적인 공작 사례로는 1934년 뉘른베르크 전당대회가 있다. 이때 히틀러의 움직임 하나하나는 세심하게 연출되었으며, 레니 리펜슈탈은 전당대회를 촬영해 선전영화 《의지의 승리》를 제작했다. 《의지의 승리》는 1935년 베네치아 국제 영화제에서 금상을 수상했다. 괴벨스와 그의 기관은 전당대회와 영화제작 양쪽에 모두 관여했다.

## 직제
RMVP는 7개 부서로 나뉘었다.
1. 제1국: 행정 및 법무
2. 제2국: 집회, 대중건전, 청소년, 인종
3. 제3국: 방송
4. 제4국: 국내외 언론
5. 제5국: 영화제작 및 영화검열
6. 제6국: 미술, 음악, 연극
7. 제7국: 국내외 역선전 행위 대응

장관 괴벨스 밑에 세 명의 차관이 있었다.
- 국가장관
  - 파울 요제프 괴벨스(1933년-1945년)
    - (파울 요제프 괴벨스의 목소리 대역 성우: 한스 프리체)

  - 베르너 나우만(1945년)
- 제1차관 - 언론
  - 발터 풍크(1933년-1937년)
  - 오토 디트리히(1937년-1945년)
- 제2차관 - 가정, 법무, 선전, 방송, 영화, 인사, 역선전 대응, 연극, 음악, 문학, 미술
  - 카를 항케(1937년-1940년)
  - 레오폴트 구테러(1940년-1944년)
  - 베르너 나우만(1944년-1945년)
- 제3차관 - 관광
  - 헤르만 에서(1935년-1945년)

## 참고 문헌
- Evans, Richard J. (2005). 《The Third Reich in Power》. New York: Penguin. ISBN 978-0-14-303790-3.
- Kershaw, Ian (2008). 《Hitler: A Biography》. New York: W. W. Norton & Company. ISBN 978-0-393-06757-6.
- Longerich, Peter (2015). 《Goebbels: A Biography》. New York: Random House. ISBN 978-1400067510.
- Manvell, Roger; Fraenkel, Heinrich (2010) [1960]. 《Doctor Goebbels: his Life and Death》. New York: Skyhorse. ISBN 978-1-61608-029-7.